# شريك 5
شريك 5 (بالإنجليزية: Shrek 5) هو فيلم رسوم متحركة أمريكي كوميدي خيالي قادم، مقتبس بشكل فضفاض من كتاب الصور "شريك!" (1990) للكاتب وليام شتيج. الفيلم من إنتاج دريم ووركس أنيميشن وتوزيع يونيفرسال بيكتشرز، ويعد الجزء الخامس الرئيسي والسابع في سلسلة أفلام Shrek.
يعود مايك مايرز، إيدي ميرفي، وكاميرون دياز لتأدية أصوات الشخصيات الرئيسية: شريك، الحمار، والأميرة فيونا. الفيلم من إخراج والت دوهرن، بمشاركة براد أبليسون، ومن إنتاج كريس ميليداندري وجينا شاي.
بدأ التخطيط للجزء الخامس بعد شريك 2 (2004) مع تاريخ إصدار مبدئي في 2013، لكنه أُلغي بعد قرار تحويل شريك 4 (2010) إلى الفيلم الأخير. عادت خطط الإنتاج في 2014، وتم تأكيد العمل عليه رسميًا بعد استحواذ إن بي سي العالمية على دريم ووركس أنيميشن في 2016.
سيُعرض الفيلم في السينما بالولايات المتحدة بتاريخ 1 يوليو 2026.

## وصلات خارجية
- شريك 5 على موقع IMDb (الإنجليزية)
- شريك 5 على موقع روتن توميتوز (الإنجليزية)
- شريك 5 على موقع روتن توميتوز (الإنجليزية)
- شريك 5 على موقع ألو سيني (الفرنسية)
- شريك 5 على موقع قاعدة بيانات الفيلم (الإنجليزية)
- شريك 5 على موقع ليتربوكسد (الإنجليزية)
- شريك 5 على موقع كينوبويسك (الروسية)